# Der Geschmack von Apfelkernen
Der Geschmack von Apfelkernen ist eine deutsche Literaturverfilmung von Vivian Naefe aus dem Jahr 2013. Die Hauptrolle der Iris verkörpert Hannah Herzsprung.

## Handlung
Als Berta stirbt, kommt die ganze Familie in der Heimat Bootshaven zusammen, darunter ihre einzige noch lebende Enkelin Iris. Sie soll das Haus der Familie erben, allerdings weiß sie nicht, ob sie es behalten möchte. Zu viele schmerzliche Erinnerungen sind mit diesem Ort verbunden. Bei der Testamentsverlesung ist auch Max Ohmstedt anwesend, der Bruder von Iris’ ehemaliger Jugendfreundin Mira.
Iris bleibt zunächst für eine Woche und erinnert sich an früher, als ihre Cousine Rosmarie noch lebte und sie zusammen mit Mira spielten und dem armen Max zusetzten. Eines Abends kommt der alte Herr Lexow zu Besuch und bringt Iris etwas zu essen. Während des Gesprächs offenbart Herr Lexow Iris, dass er glaubt, der Vater von Inga zu sein, der zweitältesten Tochter von Berta.
Herr Lexow wurde mit 20 Jahren Lehrer von Berta und deren Schwester Anna. Als Herr Lexow eines Abends am Haus von Berta und Anna vorbeischlenderte, wird er von Anna überrascht und beide schlafen miteinander. Am nächsten Morgen hat Anna eine Lungenentzündung, an der sie kurz danach stirbt. Berta heiratet bald Hinnerk, für den Berta aber nur die zweite Wahl ist, denn verliebt war er in Anna. Die Ehe ist nicht glücklich. Hinnerk arbeitet sehr viel und kommt spät nach Hause. Berta ist mit ihrer Tochter allein zu Haus und kümmert sich um den Haushalt. Herr Lexow besucht Berta und offenbart ihr seine Liebe. Sie küssen und lieben sich. Abends kommt Hinnerk nach Hause. Berta schläft mit ihm, um sicherzugehen, dass bei einer Schwangerschaft die Vaterschaft nicht in Frage gestellt werden kann. Danach war Berta für Herrn Lexow unerreichbar, sodass nie aufgeklärt wurde, wer der wahre Vater von Inga war.
Iris will die Eltern von Max besuchen, um sich nach Mira zu erkundigen. Diese leben aber schon lange nicht mehr im Haus, dafür trifft sie Max wieder. Sie verbringen einen schönen Abend miteinander, aber die aufkeimenden Gefühle lässt Iris nicht zu. Sie treffen sich mehrmals, verbringen Zeit miteinander und als sie zusammen in einem See baden, küsst Iris Max unerwartet. Dieser erwidert ihre Gefühle. Iris erkundigt sich bei Max nach Mira und Rosmarie. Als sie erfährt, dass Mira in der Nähe lebt, vereinbart sie ein Treffen mit ihr, Mira erscheint jedoch nicht.
Auf dem Rückweg fährt Iris an die Tankstelle in Bootshaven und erinnert sich an Peter Klaasen, der früher in der Tankstelle gearbeitet hat. Peter und Inga waren ineinander verliebt. Weil Peter Mathematik studierte, gab er Rosmarie und Mira Nachhilfeunterricht. Rosmarie hatte auch ein Auge auf ihn geworfen und versuchte, ihn zu verführen. Als Inga Rosmarie und Peter im Garten bei einem Kuss überrascht, wirft sie ihn aus dem Haus. Mira nötigt Peter sexuell, woraufhin sie schwanger wird. Rosmarie befiehlt Mira, das Kind abzutreiben, und erzählt Iris von der Schwangerschaft. Es kommt zum Streit. Nachts klettern Rosmarie und Mira auf einen Apfelbaum, der sehr nah an einem Gewächshaus steht. Rosmarie klettert auf das Gewächshaus und stürzt ab – sie stirbt.
Am Ende des Filmes trifft sich Iris mit Max, um ihm zu sagen, dass sie ihr Erbe annehmen und das Haus behalten wird. Max küsst Iris und ist überglücklich. Mira hat Iris immer noch nicht getroffen. Dafür hat Max Post von Mira erhalten. Sie hat geheiratet und Fotos von der Hochzeit mitgeschickt. Auf dem Bild ist Mira mit ihrer Frau zu sehen und Mira sieht genauso aus wie Rosmarie.

## Produktion und Aufführung
Am 8. Mai 2012 fiel die erste Klappe für die Dreharbeiten von Der Geschmack von Apfelkernen. Die Dreharbeiten fanden auf dem Gut Stendorf zwischen Lübeck und Kiel in Schleswig-Holstein statt und wurden Ende Juni zunächst in Hamburg, dann in Frankfurt und Marburg fortgesetzt. Nach insgesamt 44 Drehtagen und mit einem Budget von 5 Millionen Euro war der Film abgedreht.
Der Geschmack von Apfelkernen ist eine Produktion der Bavaria Filmverleih- und Produktions GmbH und der Dr. Wilfried Ackermann Filmproduktion, gefördert von der Filmförderung Hamburg Schleswig-Holstein, der HessenInvestFilm, der Filmförderungsanstalt (FFA), dem Deutschen Filmförderfonds (DFFF) und dem FilmFernsehFonds Bayern (FFF) im Verleih von Concorde Filmverleih und im Weltvertrieb von Beta Cinema.
Das Drehbuch schrieben Rochus Hahn und Uschi Reich. Regie führt Vivian Naefe, die für Bavaria bereits die drei Bestseller-Adaptionen von Die Wilden Hühner inszeniert hat. Concorde Filmverleih wird Der Geschmack von Apfelkernen ins Kino bringen.
Der Geschmack von Apfelkernen hatte am 26. September 2013 Premiere.

## Trivia
- Der Ort „Bootshaven“ ist eine Erfindung der Autorin.
- Die weißen Johannisbeer-Sträucher waren nicht echt. Hell schimmernde Plastikperlen wurden zu kleinen Beerentrauben aufgefädelt und im Filmgarten an den grünblättrigen Büschen befestigt.
- Die laut Drehbuch über Nacht kräftig erröteten Äpfel am alten Baum hinter dem urigen Landhaus waren in stundenlanger Handarbeit mit Magneten an die Zweige geklippt worden.[7]

## Kritiken
Die Zeitschrift epd Film bewertete die Produktion wie folgt: „die biedere Inszenierung, in der sich emotionale Höhepunkte durch penetrantes Klaviergeklimper ankündigen, [schlägt] nur selten Funken. Das heißt nicht, dass der Film missglückt ist. Doch er hinterlässt das dumme Gefühl, dass mehr drin gewesen wäre.“
Deutsche Film- und Medienbewertung (FBW) vergibt die Auszeichnung: Familiensaga, Prädikat wertvoll. Fast schon magisch  wirken  einzelne  Aufnahmen
wie ein Johannisbeerbusch, dessen Früchte sich vor Trauer weiß verfärben. Eine mitreißende und berührende Familiengeschichte.

## Buch
Katharina Hagenas bittersüße Familienchronik „Der Geschmack von Apfelkernen“ hat sich allein in Deutschland bisher 1,1 Millionen Mal verkauft und stand nach ihrer Veröffentlichung 2008 wochenlang auf den Bestsellerlisten.
Katharina Hagena: Der Geschmack von Apfelkernen. Kiepenheuer & Witsch, Köln 2008, ISBN 978-3-462-03970-2; KiWi-Taschenbuch, Köln 2009, ISBN 978-3-462-04149-1.